# Otto Neumann-Hofer

Otto Neumann-Hofer

Gilbert Otto Neumann-Hofer (* 4. Februar 1857 in Lappienen; † 14. April 1941 in Detmold) war ein deutscher Journalist, Schriftsteller, Theaterintendant und Kunstkritiker.

## Leben

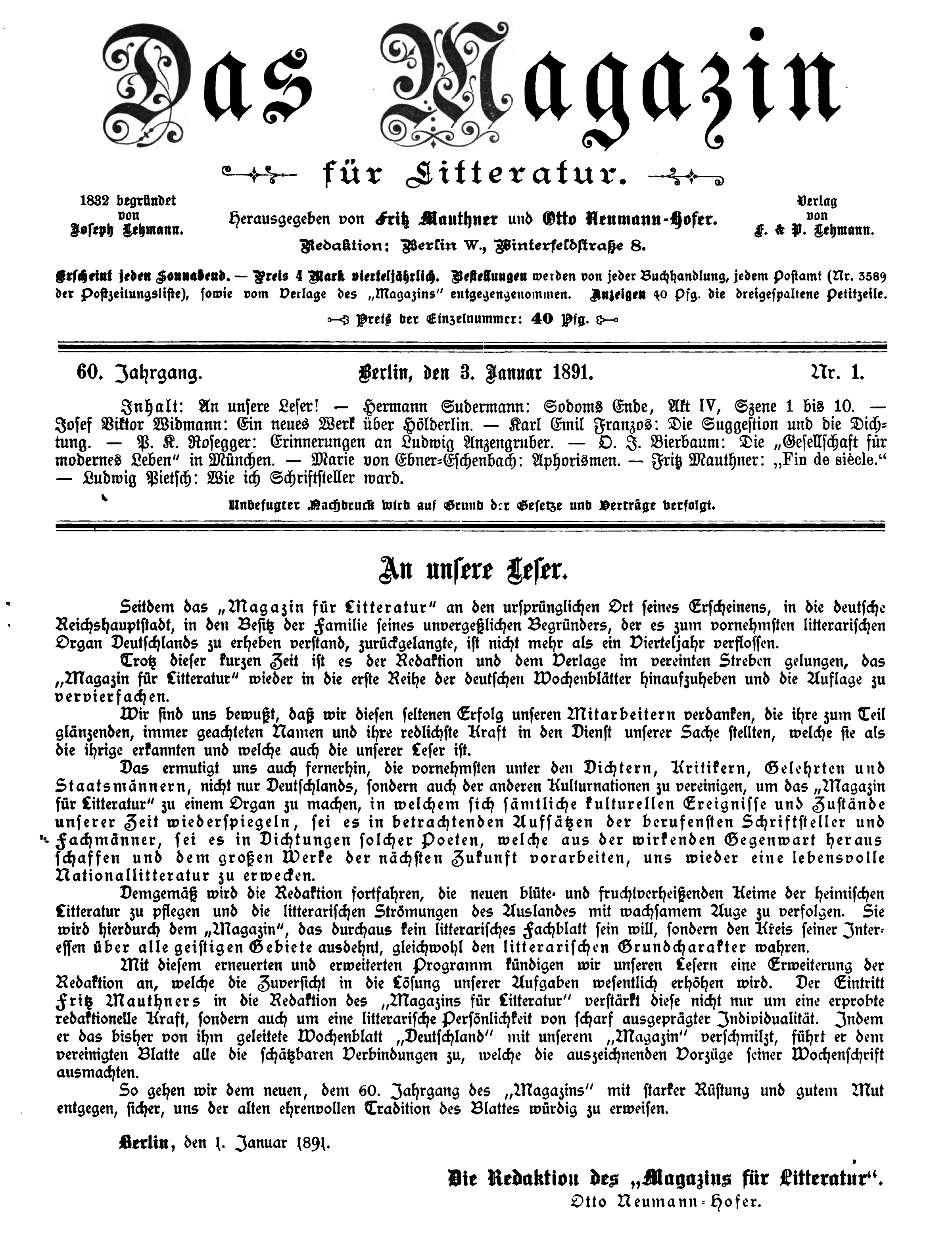
Das Magazin für Litteratur mit Otto Neumann-Hofer als Mitherausgeber

Otto Neumann-Hofer kam als Sohn eines Gutsbesitzers im ostpreußischen Lappienen zur Welt. Die Vorfahren waren Salzburger Exulanten. Er besuchte das Tilsiter Realgymnasium. Nach dem Abitur studierte er Albertus-Universität Königsberg und der Friedrich-Wilhelms-Universität zu Berlin neue Philologie und Philosophie. 1881 wurde er in Berlin zum Dr. phil. promoviert. Während seiner Studienzeit in Berlin unternahm Neumann-Hofer erste schriftstellerische Gehversuche, war Mitarbeiter und ab 1881 auch Redakteur des Wochenblattes Der Reichsfreund. In den Jahren 1884 bis 1886 übernahm er einen Redakteursposten beim Deutschen Montagsblatt und war 1888 zusammen mit Hermann Sudermann und Friedrich Spielhagen Mitbegründer der Litterarischen Gesellschaft zu Berlin. Als Feuilletonredakteur und Theaterkritiker des Berliner Tageblattes arbeitete er in der Zeit von 1890 bis 1896.
Ab 1890 war Neumann-Hofer als Nachfolger von Willy Freiherr von Reiswitz verantwortlicher Redakteur von Das Magazin für Litteratur, das von Joseph Lehmann begründet und von Willy Freiherr von Reiswitz in Berlin herausgegeben wurde. Zusammen mit Fritz Mauthner wurde er 1891 Herausgeber des Magazins, bis ihn im Juli 1897 Rudolf Steiner ablöste. Gleichzeitig übernahm er 1891 die Herausgeberschaft der Romanwelt.
1897 bis 1905 war Neumann-Hofer Direktor des Lessingtheaters in Berlin. Er gründete 1912 das Deutsche Opernhaus in Charlottenburg und war bis 1919 dessen Leiter. Auslandsreisen im Jahr 1919 führten ihn auch nach Afrika, im selben Jahr war er Korrespondent deutscher Zeitungen in Paris. In den Jahren 1920 bis 1924 war er als Leiter eines Theaterunternehmens in der Schweiz tätig.
Mit Eintritt in den Ruhestand im Jahr 1924 zog Otto Neumann-Hofer nach Detmold, wo sein Bruder Adolf Neumann-Hofer als Staatsrat und Verleger der Lippischen Landes-Zeitung (bis 1920) tätig war. In Detmold war Neumann-Hofer aktiv im Detmolder Theaterverein, Leiter des Lippischen Landeskonservatoriums und Führer des Vereins für das Deutschtum im Ausland. Er war außerdem als Übersetzer und Schriftsteller tätig, seine Veröffentlichungen erfolgten außer unter eigenem Namen auch unter den Pseudonymen Otto Gilbert, Diplomaticus, Diotima, Gilbert Hofer, Fritz Kirchberg und Wolfgang Förster.
Otto Neumann-Hofer heiratete im Jahr 1891 Annie Bock. Die Ehe wurde 1905 geschieden. Im Folgejahr ehelichte er die 1873 in Weimar geborene Schauspielerin Maria Eisenhut. Wie sein Bruder linksliberal eingestellt, war er 1933 Kandidat der Deutschen Staatspartei für den Lippischen Landtag. Mit 84 Jahren starb er in Detmold.